# Rugby-Union-Weltmeisterschaft 2027

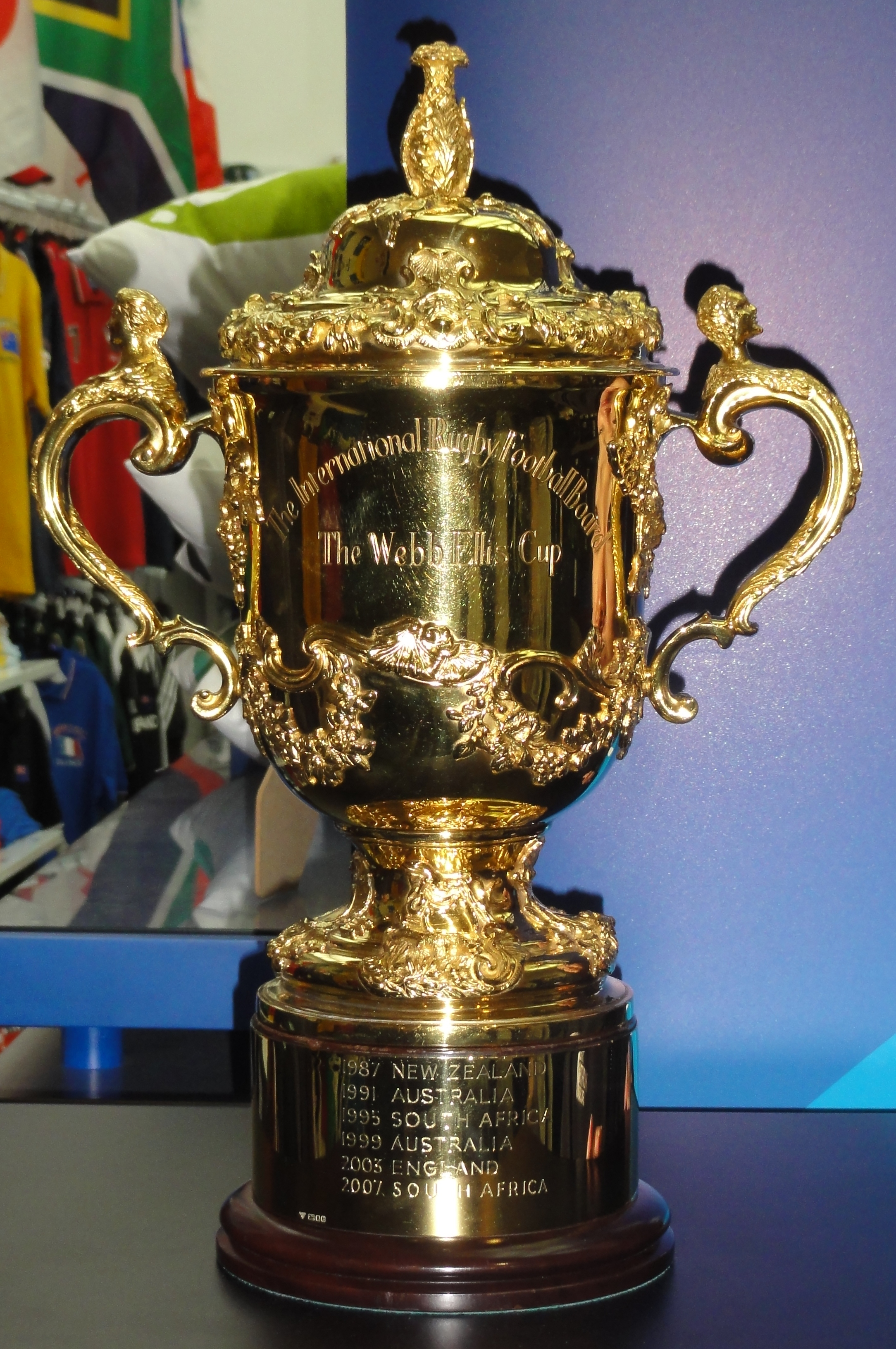
Der Webb Ellis Cup

Die Rugby-Union-Weltmeisterschaft 2027 (englisch 2027 Rugby World Cup) soll vom 1. Oktober bis 13. November 2027 in Australien stattfinden. Es wäre die elfte Weltmeisterschaft der Männer im vierjährlichen Turnierzyklus, der vom Weltverband World Rugby organisiert wird, und die fünfte in der südlichen Hemisphäre. Australien soll zum dritten Mal Gastgeber sein, nach 1987 (gemeinsam mit Neuseeland) und 2003. Den Zuschlag erhielt Australien im Jahr 2022, nachdem das Land als einziger Bewerber übrig geblieben war. Erstmals wird das Turnier von 24 statt der bisher 20 Nationalmannschaften ausgetragen: Die zwölf direkt qualifizierten Mannschaften der Weltmeisterschaft 2023 (Argentinien, Australien, England, Fidschi, Frankreich, Irland, Italien, Japan, Neuseeland, Schottland, Südafrika und Wales), zusammen mit den zwölf besten Mannschaften der Qualifikation (Stand Juli 2025 Georgien, Hongkong, Portugal, Rumänien, Simbabwe und Spanien).

## Vergabe
World Rugby setzte sich zum Ziel, die Bewerbungen für die Männer-Weltmeisterschaften 2027 und 2031 sowie die Bewerbungen für die Frauenturniere 2025 und 2029 bis Mai 2022 vergeben zu können. Der Prozess der Gespräche mit potenziellen Bewerbern begann im Februar 2021, das formale Bewerbungsverfahren begann drei Monate später. Die Finalisten wurden im Februar 2022 bewertet.
Der damalige Präsident von World Rugby, Bill Beaumont, schlug Ende 2018 vor, das der Gastgeber der Weltmeisterschaften nach dem Turnier 2023 in Frankreich ein aufstrebendes Land sein sollte. World Rugbys Chief Executive Officer Brett Gosper schlug 2019 vor, die Turniere 2027 und 2031 zeitgleich zu vergeben (wie es mit England 2015 und Japan 2019 geschehen war), womit „eine mutige Entscheidung und eine traditionelle Entscheidung“ möglich sei. Gosper schlug des Weiteren vor, dass “2031 Zeit gibt, um eine amerikanische Bewerbung glaubwürdig und Stark zu machen.” Die Gastgeber für die Turniere 2027 und 2031 wurden im Mai 2022 bekanntgegeben.
Die Tatsache, dass drei aufeinanderfolgende Turniere (England 2015, Japan 2019 und Frankreich 2023) in der Nordhemisphäre ausgetragen wurden, erhöhte die Chancen der Bewerber aus der Südhemisphäre.
Bis Juni 2019 bekundeten drei Länder – Argentinien, Australien und Russland – ihr Interesse an einer Austragung der Rugby-Union-Weltmeisterschaft 2027. Es gab Spekulationen, wonach die Vereinigten Staaten und Südafrika an der Ausrichtung interessiert sein könnten, aber die South African Rugby Union erklärte, dass sie sich weder für 2027 noch für 2031 bewerben werde. Argentinien zog seine Bewerbung im April 2020 zurück, um die australische Bewerbung zu stärken, so dass nur noch zwei Bewerber übrigblieben. Am 10. Juni 2021 wurde USA Rugby als Kandidat für die Ausrichtung sowohl der Turniere 2027 als auch 2031 sowie die Frauen-Rugby-Union-Weltmeisterschaft 2033 akzeptiert. Am 12. Mai 2022 vergab World Rugby offiziell die Turniere zwischen 2025 und 2033, wobei die Frauen-WM 2025 an England vergeben wurde, Australien die Weltmeisterschaft 2027 und Frauen-Weltmeisterschaft 2029 zugesprochen erhielt und die Vereinigten Staaten zum Ausrichter der Weltmeisterschaft 2031 sowie der Frauen-Weltmeisterschaft 2033 ernannt wurden. Damit ist es nach der Weltmeisterschaft 1995 in Südafrika, der Weltmeisterschaft 2003 in Australien, der Weltmeisterschaft 2011 in Neuseeland, der Weltmeisterschaft 2019 in Japan und der Weltmeisterschaft 2023 in Frankreich das sechste Turnier, das von einem einzigen Gastgeber ausgetragen wird.

### Eingereichte Bewerbungen

#### Australien
Rugby Australia erklärte am 13. Dezember 2017, dass sich Australien um die Ausrichtung der Weltmeisterschaft 2027 bewerben werde. Australien war bereits zusammen mit Neuseeland Gastgeber der Weltmeisterschaft 1987 und alleiniger Gastgeber der Weltmeisterschaft 2003.

### Zurückgezogene Bewerbungen

#### Argentinien
Argentinien kündigte am 5. Oktober 2016 seine Bewerbung für die WM 2027 an, zog diese jedoch im April 2020 wieder zurück. Argentinien war noch nie Gastgeber des Turnieres und World Rugbys Präsident Bill Beaumont erklärte, dass er Bewerbungen von Ländern wie Argentinien unterstützen würde. Argentinien ist das einzige Land, das das Halbfinale einer WM erreicht hat, aber noch nie Spiele dieses Turniers ausgerichtet hat. Im April 2020 zog Australien seine Bewerbung zugunsten Australiens zurück, womit Australien Favorit auf die Austragung des Turnieres war.

#### Russland
Stanislaw Druzhinin von der Federazija regbi Rossii gab am 31. Mai 2019 bekannt, dass sich Russland als Gastgeber für die Weltmeisterschaft 2027 bewerben werde. Russland wollte für das Turnier einige seiner Stadien der Fußball-Weltmeisterschaft 2018 verwenden. Die Bewerbung Russlands erhielt Unterstützung von Präsident Wladimir Putin. Als der Internationale Sportgerichtshof im Dezember 2020 ein zweijähriges Verbot gegen Russland verhängte, Ausrichter großer Sportturniere zu sein, konnte der russische Rugbyverband seine Bewerbung nicht mehr weiterverfolgen.

## Qualifikation

Grafik zur Qualifikation für die Weltmeisterschaft 2027

World Rugby spezifizierte am 13. August 2024 den Qualifikationsprozess. Demzufolge werden ab 2024 zwölf der 24 Startplätze in der Qualifikation ausgespielt. Die Qualifikation besteht aus fünf kontinentalen Gruppen: Afrika, Asien, Europa, Südamerika und Ozeanien. Vier Plätze sind für den Kontinentalverband Europas, drei für Ozeanien sowie jeweils ein Platz für Afrika, Asien und Südamerika reserviert. Die letzten zwei Startplätze werden in einer interkontinentalen Qualifikationsrunde (Play-off Ozeanien-Südamerika) sowie einer Repechage ausgespielt. Dabei erhält Asien erstmals einen direkten Qualifikationsplatz und da Japan bereits für das Turnier qualifiziert ist, wird sich ein Team des Kontinentes erstmals für eine Weltmeisterschaft qualifizieren. Zusammen mit den automatischen Qualifikanten nehmen 58 Nationalmannschaften an der Qualifikation zur Endrunde in Australien teil.
Es wurde lange geplant die Zahl der Teilnehmer von 20 auf 24 zu erhöhen, was am 24. Oktober 2023 beschlossen wurde. Neben dem Gastgeber Australien, der sich auch durch seine sportliche Qualifikation als Gruppendritter bei der Weltmeisterschaft 2023 automatisch qualifizierte, qualifizierten sich auch die acht Viertelfinalisten und die anderen drei Drittplatzierten der Vorrundengruppen automatisch für das Turnier. Die folgenden zwölf Mannschaften qualifizierten sich automatisch für das Turnier: Südafrika als Titelverteidiger, Neuseeland als Vizeweltmeister, England als Turnierdritter, Argentinien als Turniervierter, die Viertelfinalisten Fidschi, Frankreich, Irland und Wales sowie die Gruppendritten Australien, Italien, Japan und Schottland. Die Qualifikation begann mit der Asia Rugby Championship 2024 am 30. April 2024. Am 9. Februar 2025 sicherten sich Georgien, Portugal, Rumänien und Spanien in der Rugby Europe Championships 2025 die vier europäischen Startplätze. Am 5. Juli 2025 qualifizierte sich Hongkong mit dem Gewinn der Asia Rugby Championship 2025 als Asien 1 erstmals für eine Weltmeisterschaft. Im selben Monat gewann Simbabwe die Afrikameisterschaft 2025 und qualifizierte sich erstmals seit 1991 wieder für ein Turnier.
Da sich sechs europäische Mannschaften automatisch für die WM 2027 qualifizieren konnten und Europa in der Qualifikation vier Startplätze hatte, nehmen erstmals zehn Mannschaften von diesem Kontinent an einer WM teil. Für Hongkong ist es die erste Turnierteilnahme, wodurch erstmals zwei asiatische Mannschaften teilnehmen. Spanien qualifizierte sich erstmals seit 1999 wieder für ein Turnier und Simbabwe nahm zuletzt 1991 an einer Weltmeisterschaft teil; Portugal gelang erstmals eine aufeinanderfolgende Qualifikation.

Teilnehmende Länder der Weltmeisterschaft 2027:
Gastgeber
Qualifiziert als Top Zwölf 2023
Qualifikation
In der Qualifikation gescheitert
Keine Teilnahme

| Land        | Qualifikationsgrundlage            | Bisherige WM-Teilnahmen | Bestes Ergebnis                                                           | Kontinentalverband |
| ----------- | ---------------------------------- | ----------------------- | ------------------------------------------------------------------------- | ------------------ |
| Australien  | Gastgeber, Top 3 Gruppenphase 2023 | 10                      | Weltmeister (1991, 1999)                                                  | Ozeanien           |
| Argentinien | Top 3 Gruppenphase 2023            | 10                      | 3. Platz (2007)                                                           | Südamerika         |
| Frankreich  | Top 3 Gruppenphase 2023            | 10                      | 2. Platz (1987, 1999, 2011)                                               | Europa             |
| England     | Top 3 Gruppenphase 2023            | 10                      | Weltmeister (2003)                                                        | Europa             |
| Fidschi     | Top 3 Gruppenphase 2023            | 9                       | Viertelfinale (2007, 2011, 2023)                                          | Ozeanien           |
| Irland      | Top 3 Gruppenphase 2023            | 10                      | Viertelfinale (1987, 1991, 1995, 2003, 2007, 2011, 2015, 2019, 2023)      | Europa             |
| Italien     | Top 3 Gruppenphase 2023            | 10                      | Gruppenphase (1987, 1991, 1995, 1999, 2003, 2007, 2011, 2015, 2019, 2023) | Europa             |
| Japan       | Top 3 Gruppenphase 2023            | 10                      | Viertelfinale (2019)                                                      | Asien              |
| Neuseeland  | Top 3 Gruppenphase 2023            | 10                      | Weltmeister (1987, 2011, 2015)                                            | Ozeanien           |
| Schottland  | Top 3 Gruppenphase 2023            | 10                      | 4. Platz (1991)                                                           | Europa             |
| Südafrika   | Top 3 Gruppenphase 2023            | 8                       | Weltmeister (1995, 2007, 2019, 2023)                                      | Afrika             |
| Wales       | Top 3 Gruppenphase 2023            | 10                      | 3. Platz (1987)                                                           | Europa             |
| Georgien    | Europa 1                           | 6                       | Gruppenphase (2003, 2007, 2011, 2015, 2019, 2023)                         | Europa             |
| Spanien     | Europa 2                           | 1                       | Gruppenphase (1999)                                                       | Europa             |
| Rumänien    | Europa 3                           | 9                       | Gruppenphase (1987, 1991, 1995, 1999, 2003, 2007, 2011, 2015, 2023)       | Europa             |
| Portugal    | Europa 4                           | 2                       | Gruppenphase (2007, 2023)                                                 | Europa             |
| Hongkong    | Asien 1                            | 0                       | erste Teilnahme                                                           | Asien              |
| Simbabwe    | Afrika 1                           | 2                       | Gruppenphase (1987, 1991)                                                 | Afrika             |

## Austragungsorte
Rugby Australia listete neun Stadien in sieben Städten als mögliche Spielorte für das Turnier.
| Homebush |

| Moorepark |

| Newcastle |

| Docklands |

| AAMI Park |

| Adelaide Oval |

| Perth |

| Langpark |

| Townsville |

| Homebush |

| Moorepark |

| Newcastle |

| Docklands |

| AAMI Park |

| Adelaide Oval |

| Perth |

| Langpark |

| Townsville |

## Format
Die Rugby-Union-Weltmeisterschaft 2027 wird erstmals mit 24 statt 20 Mannschaften ausgetragen und soll sechs anstatt der bisher sieben Wochen andauern. Die Mannschaften werden in sechs Vierergruppen aufgeteilt. Als Neuerung wird ein Achtelfinale eingeführt, woraufhin im K.-o.-System der Weltmeister ausgespielt wird.
Die Auslosung der Gruppenphase ist im Januar 2026 geplant.